# Синдром Дресслера
Синдро́м Дре́сслера (СД) — одне із багатьох ускладнень інфаркта міокарда, яке проявляться перикардитом, плевритом, пневмонітом (реакція переважно сполучної тканини легенів), артритом, гарячкою, лейкоцитозом, збільшенням швидкості осідання еритроцитів (ШОЕ) та титрів антиміокардіальних антитіл.

## Етимологія
Свою назву отримав на честь американського кардіолога Вільяма Дресслера (William Dressler), який вперше описав даний синдром у 1956 році.

## Епідеміологія
Вважали, що СД розвивається приблизно в 1-3 % хворих, які перенесли інфаркт міокарда. Однак, якщо врахувати атипові та малосимптомні форми, то частота становитиме 15-23 %, а за оцінками деяких авторів досягає і 30 %.

## Етіологія та патогенез
Найчастіша причина розвитку СД — крупновогнищевий інфаркт міокарда. В основі механізму розвитку лежать автоімунний процес аутосенсибілізації до міокардіальних та перикардіальних антигенів.

## Клінічні ознаки
Зазвичай симптоми з'являються через 2-4 тижні від початку інфаркту міокарда. Інколи перебіг СД набуває агресивного та затяжного характеру — місяці й навіть роки.
Основними клінічними проявами є синдром трьох П:
- Перикардит,
- Плеврит,
- Пневмоніт.

Гарячка — зазвичай субфебрильна, дуже рідко вона вища за 38 °C, а часто взагалі відсутня.
Ураження суглобів (артрит) — може виникати болючість та скованість рухів в плечо-лопатковому зчленуванні (частіше зліва). Можливий розвиток припухлості інших крупних суглобів.

## Лікування
Таке ж як і при епістенокардитичному перикардиті, — ацетилсаліцилова кислота. Якщо перебіг СД важкий, то через 4 тижні після інфаркту міокарду при можна використовувати нестероїдні протизапальні засоби (НПЗС) та глюкокортикостероїди. При рецидивуючому характері може допомогти колхіцин.